# Бекленищева
Бекленищева — деревня в Каменском районе Свердловской области России. Входит в Каменский муниципальный округ.
Ранее входила в состав Горноисетского сельсовета Каменского района.

## Географическое положение

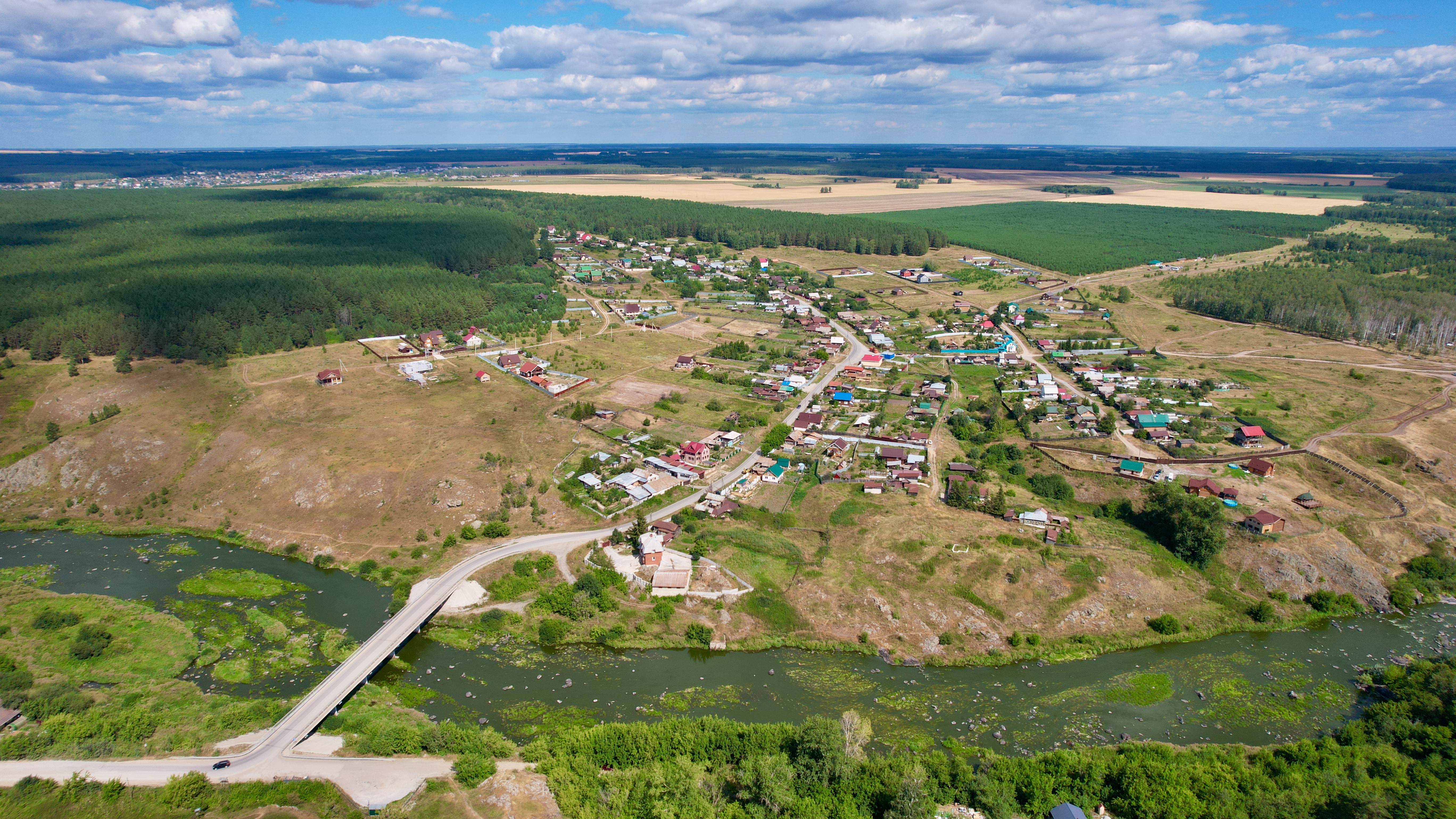
Мост через Исеть, соединяющий деревню с посёлком Горным

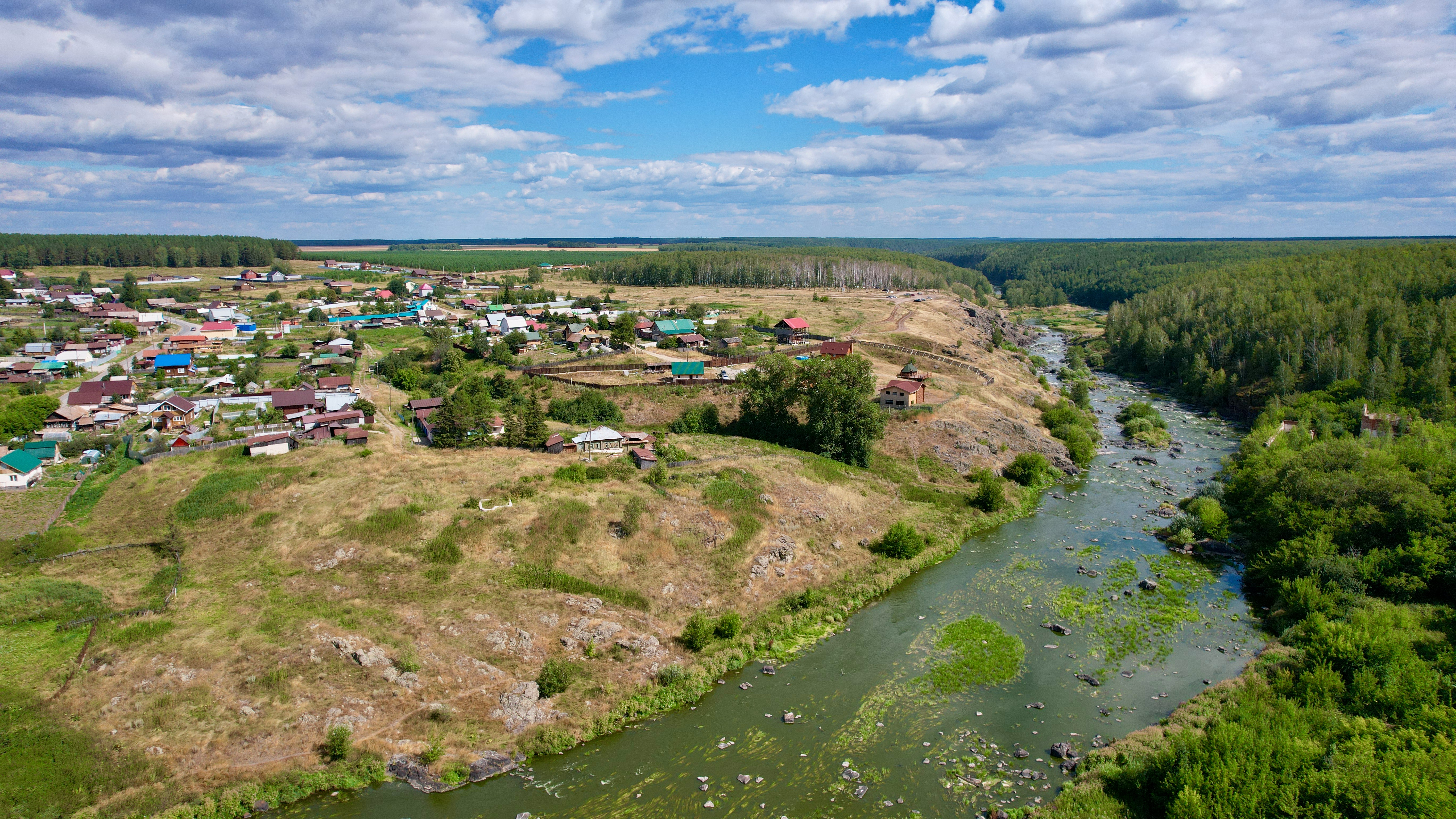
Вид в сторону порога Ревун

Деревня Бекленищева расположена в 18 километрах к западу от города Каменска-Уральского (в 25 километрах по автодороге) и в 70 километрах от Екатеринбурга, на левом берегу реки Исети. Ближайшие населённые пункты: посёлок Горный на противоположном берегу Исети и село Покровское в 4 километрах к северу. К востоку от деревни на реке Исети находятся геологические и геоморфологические природные памятники: скалы Бекленищевские, порог Ревун, Смолинская пещера, а также гидрологический природный памятник родник Кодинский Ключ — незамерзающий источник с постоянной температурой воды около +18 °C.

## История
Деревня образована на месте аула Биклемеша (тюрк. застывший). Упоминания в документах встречаются начиная с 1791 года. Деревня не указана в более ранних работах об этих местах, например: на карте Афанасия Кичигина 1735 года. С 1929 года входила в переборский колхоз, с 1960 года — в совхоз «Родина». В тот же период большинство местных жителей трудились на картонной фабрике «Свободный труд». Фабрика была расположена на противоположном берегу Исети, в поселке Горный. Стараниями директора фабрики Фаины Егоровны Беклемищевой был построен капитальный мост через Исеть. До этого каждую весну ремонтировали пострадавший от наводнения и ледохода временный.

## Население
| 1904 | 1926 | 2002 | 2010 | 2021 |
| ---- | ---- | ---- | ---- | ---- |
| 338  | ↗370 | ↘68  | ↘55  | ↗56  |

Структура
- По данным 1904 года, в деревне было 62 двора с населением 338 человек (мужчин — 168, женщин — 170), все русские[9].
- По данным переписи населения 1926 года, в деревне был 81 двор с населением 370 человек (мужчин — 164, женщин — 206), все русские[10].
- По данным переписи 2002 года, русские составляли уже 94 % от числа всех жителей[11]. По данным переписи 2010 года, в деревне проживали 55 человек — 22 мужчины и 33 женщины[12].

## Инфраструктура
Через деревню проходит автомобильная дорога, соединяющая посёлок Горный и село Покровское. Через реку Исеть сооружён мост.